# Daemonorops longispinosa
Daemonorops longispinosa är en enhjärtbladig växtart som beskrevs av Karl Ewald Maximilian Burret. Daemonorops longispinosa ingår i släktet Daemonorops och familjen Arecaceae.
Artens utbredningsområde är Sumatera. Inga underarter finns listade i Catalogue of Life.